# Geologia Malty

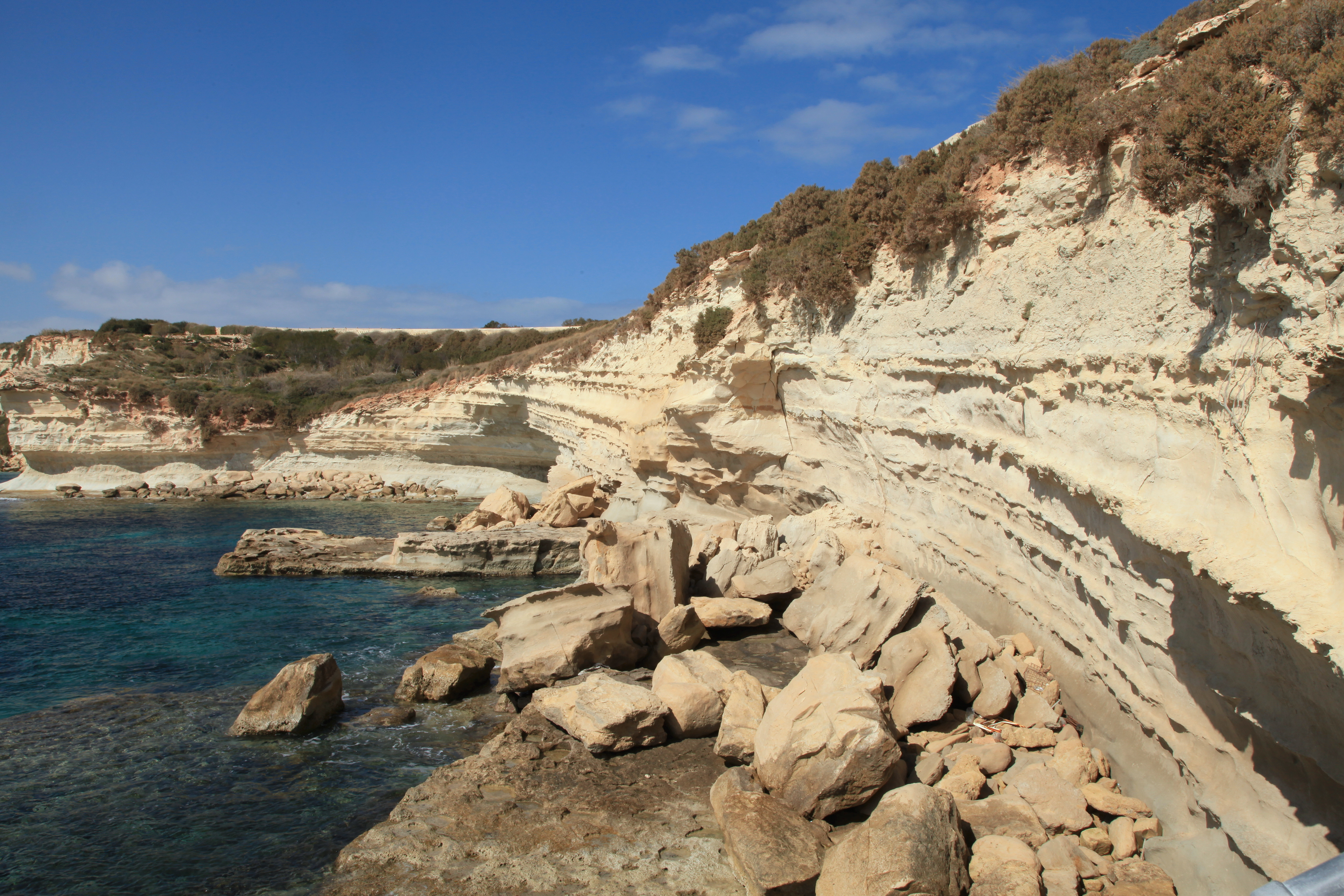
Klify późnej formacji wapienia globigerynowego (Upper Globogerina Limestone Formation) w Il-Ħofra l-Kbira niedaleko Marsaxlokk

Na geologię Malty składają się sekwencje skał osadowych od późnego oligocenu do późnego miocenu, przecięte przez ciosy ekstensyjne z okresu pliocenu.

## Tektonika
Archipelag maltański położony jest na głównie płytkowodnej platformie kontynentalnej między Sycylią a Afryką Północną, która leży poniżej Cieśniny Sycylijskiej, oddzielając basen Morza Jońskiego od zachodniego basenu śródziemnomorskiego. Wyspy leżą około 200 km na południe od subdukcyjnej granicy między płytą afrykańską a płytą eurazjatycką. Platformę przecina strefa ryftowa utworzona z trzech rowów tektonicznych: pantelleryjskiego, maltańskiego i linosyjskiego. Uskoki ograniczające te rowy są związane z większością trzęsień ziemi, które mają wpływ na archipelag, chociaż niektóre z nich, zwłaszcza z epicentrami na Sycylii, mogą mieć tragiczne skutki, tak jak trzęsienie ziemi w 1693 .

## Tworzenie wysp
Archipelag maltański, położony między Sycylią a Tunezją, powstał dzięki wypiętrzeniu skały osadowej. Wzrost ten datowany jest na okres od późnego miocenu do pliocenu. Malta tworzy czubek obróconego uskoku na skraju rowu maltańskiego. W identycznym procesie na południowo-zachodniej stronie rowu powstała wyspa Lampedusa.

## Charakter podłoża
Skały na Malcie są wyłącznie pochodzenia osadowego. Duża ilość wapienia przyczyniła się do powstania starożytnych budowli na wyspie. Skały te pochodzą z pokładów morskich (zasadniczo z lagun) datowanych na okres pomiędzy 25–5 milionów lat temu .

## Warstwy geologiczne
Stratygrafia rozróżnia na wyspach maltańskich pięć formacji geologicznych, w wieku od późnego oligocenu do późnego miocenu.

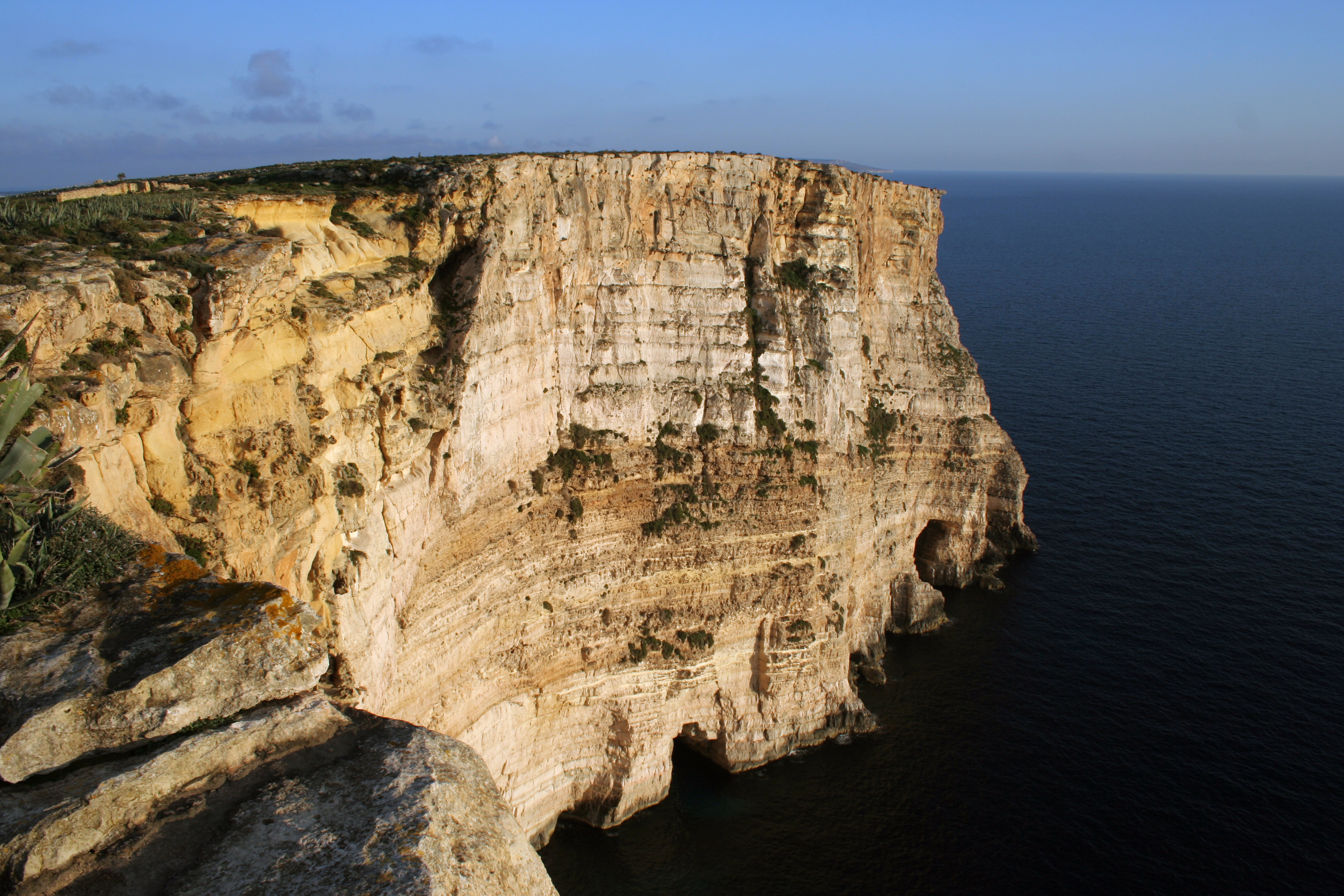
Klify Dingli ukazujące stratyfikację dolnego wapienia koralowego

### Oligocen

#### Formacja wczesnego wapienia koralowego

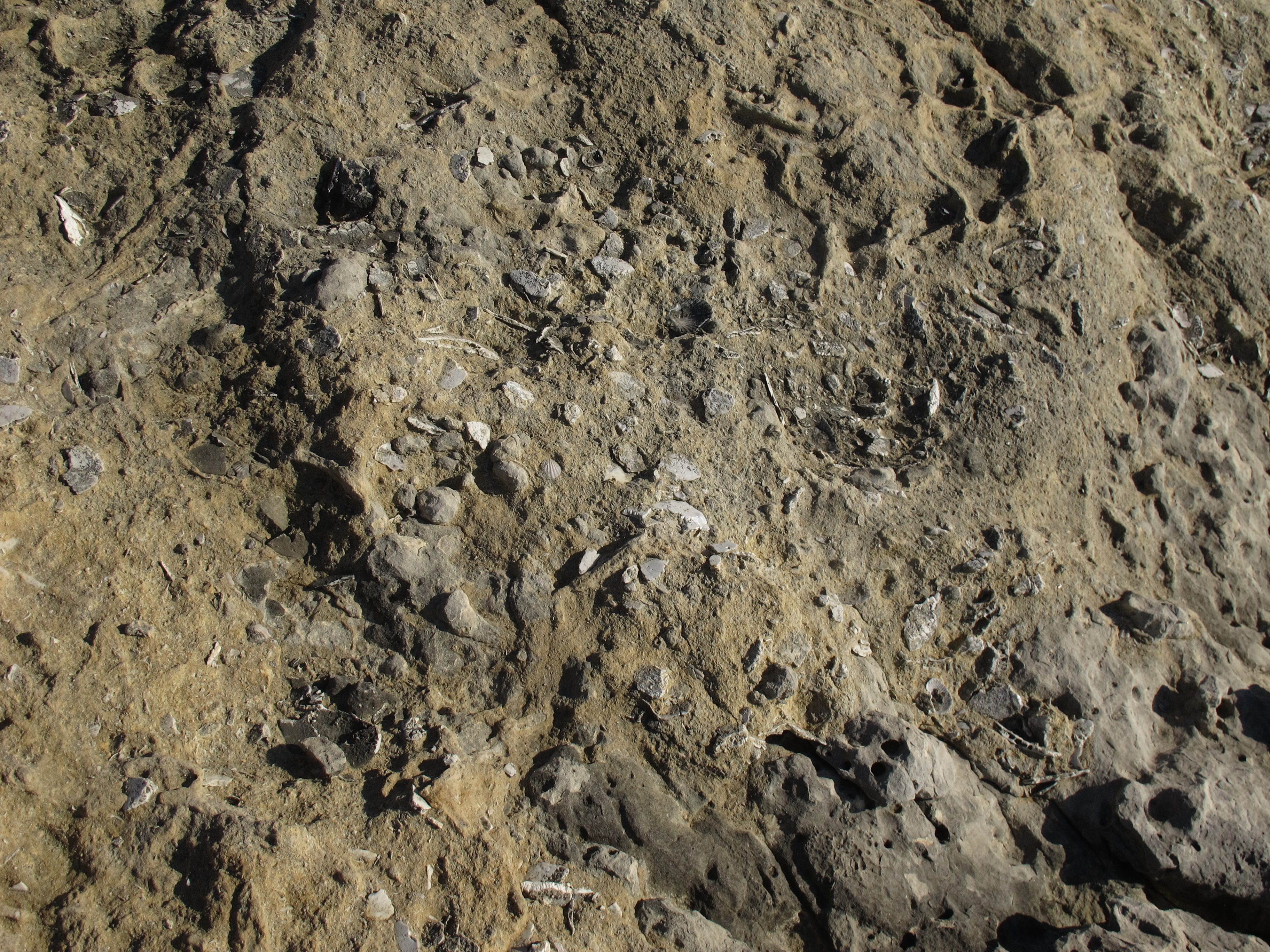
Twarde podłoże na szczycie formacji wczesnego wapienia koralowego z okruchami wapienia i skamieniałościami jeżowców Scutella subrotunda i małży

Najstarszą odsłoniętą warstwą skalną Malty jest formacja wczesnego wapienia koralowego (malt. żonqor, ang. lower coralline limestone), pochodzącą z okresu szatu (~28–23 mln lat temu) o maksymalnej grubości 162 m. Jednostka jest wyeksponowana w niższych partiach klifów w południowo-zachodniej części archipelagu, takich jak Dingli, a także wzdłuż szczelin, szczególnie w pobliżu Mosty i Naxxar. Jest to twardy wapień o jasnoszarym kolorze, porównywalny do późnego wapienia koralowego. W górnej części tej jednostki twarde podłoże węglanowe jest ogólnie rozwinięte, wskazując na okres, w którym dno morskie było odsłonięte. Jest to ta sama formacja, z której został zbudowany Azure Window, spektakularny nadmorski łuk skalny, popularny wśród turystów i filmowców przed jego ostatecznym zawaleniem się w 2017.

### Miocen

#### Formacja wapienia globigerynowego

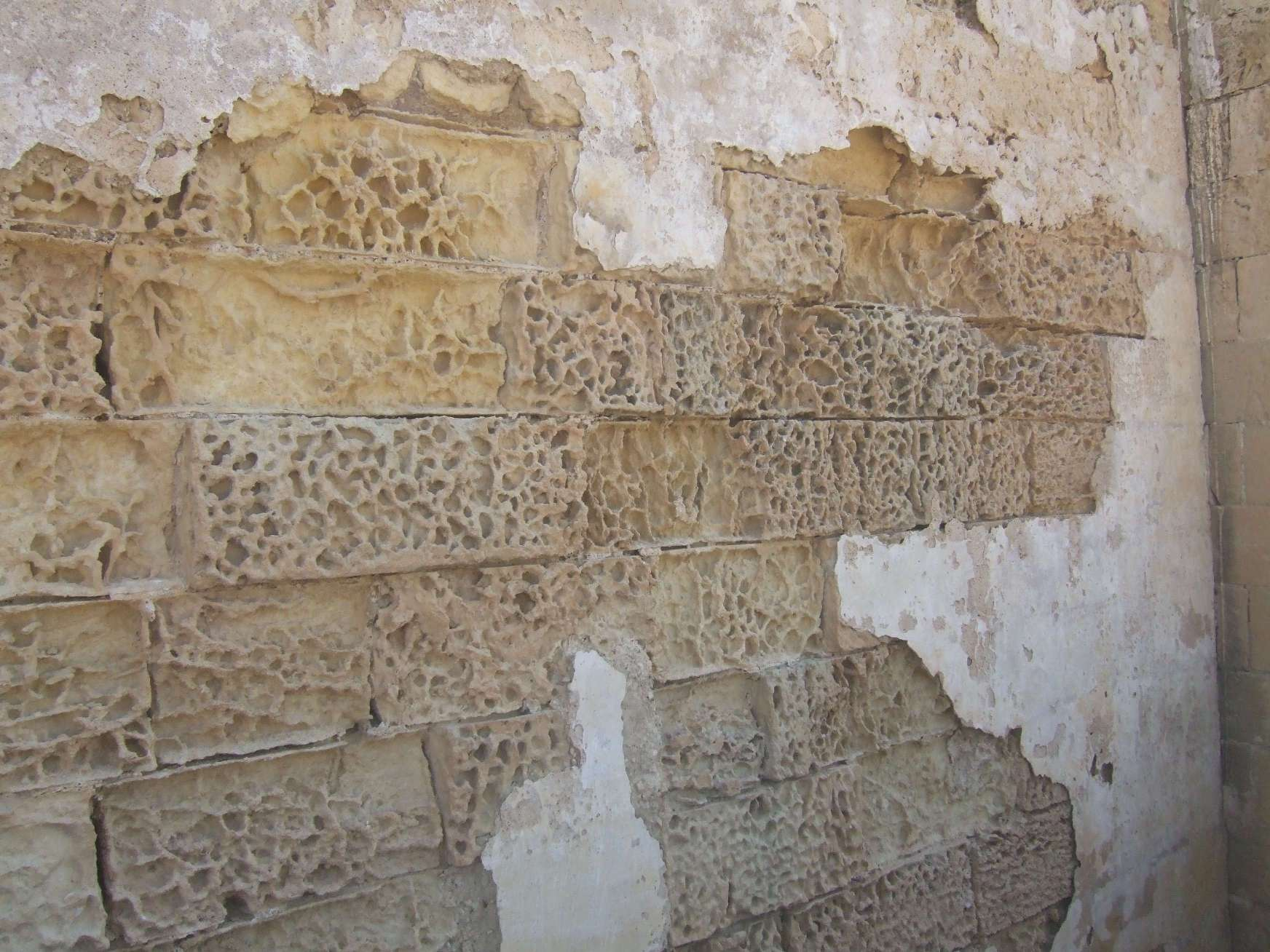
Wapienna ściana ukazująca wietrzenie typu „plaster miodu”

Wapień globigerynowy (malt. franka, ang. globigerina limestone) jest miękkim, złotym wapieniem pochodzącym z okresu od akwitanu do langu (ok. 23–14 mln lat temu), o grubości od 23 m do 207 m. Zawiera wiele skamieniałości, szczególnie otwornic globigerina, od których pochodzi jego nazwa. Jest podzielony na trzy warstwy – wczesną (dolną), środkową i późną (górną), a granice między nimi stanowią twarde podłoża, przedstawiające skutki późniejszego odsłonięcia dna morskiego.
Od czasów prehistorycznych wapień ten stanowił większość materiału budowlanego stosowanego na Malcie. Wystawiony na działanie powietrza kamień nabiera różowego koloru, który brązowieje tworząc ochronną patynę. Skały gorszej jakości mogą jednak łatwo ulegać erozji i mogą ulegać wietrzeniu typu „plaster miodu”. Skała ta była również eksportowana, i została użyta do budowy pałacu gubernatorów na Korfu . Maltański wczesny wapień globigerynowy został uznany przez Międzynarodową Unię Nauk Geologicznych jako Światowe Dziedzictwo Zasobów Kamienia.

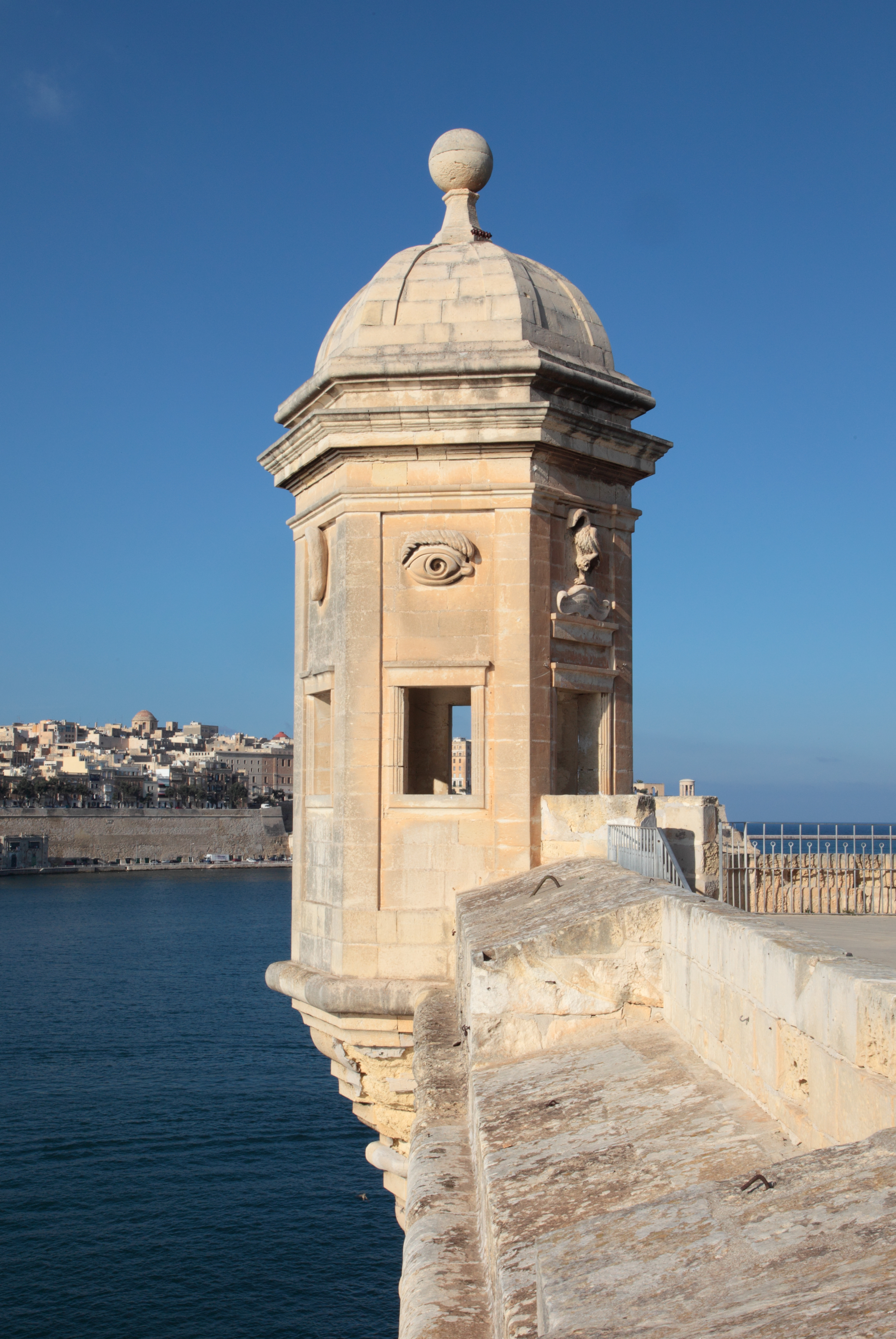
Gardjola w Isli (Senglei), zbudowana z wapienia globigerynowego

#### Formacja sinej gliny

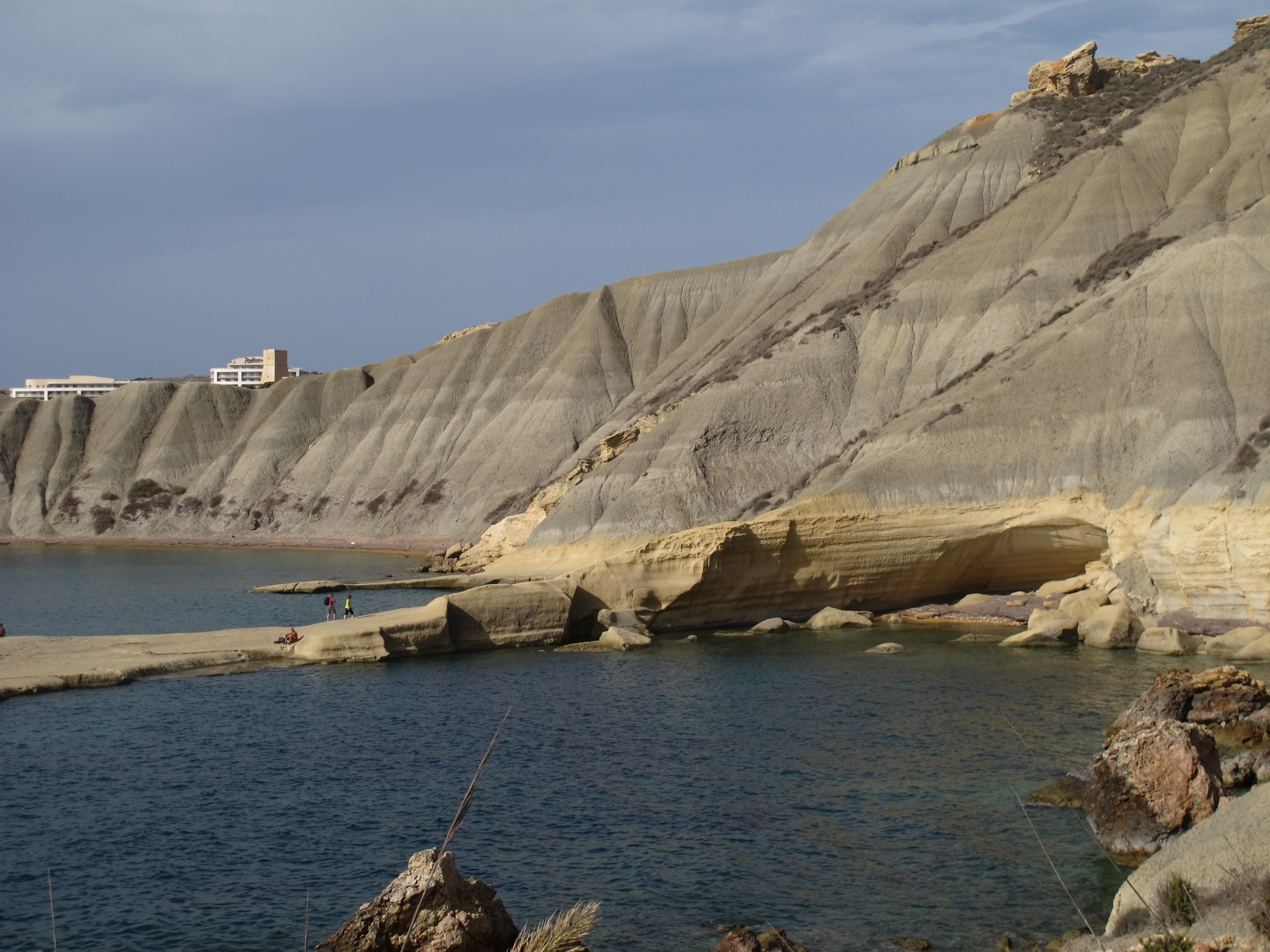
Formacja sinej gliny odsłonięta w klifach na północnym krańcu Ġnejna Bay, leżąca nad warstwą żółtowietrzejącego późnego wapienia globigerynowego

Sina glina (malt. tafal, ang. blue clay) jest niebiesko-szarym mułowcem z okresu od langu do tortonu (około 15–10 mln lat temu) o grubości do 65 m. Wykazuje duże różnice w miąższości i nie występuje kompletnie na większości wschodnich części wysp. Powstała w środowisku głębokowodnym. Tworzy nieprzepuszczalną warstwę pod formacjami Greensand i późnego wapienia koralowego (ang. Upper Coralline Limestone). Najbardziej widoczny jest w północno-zachodniej części Malty i północno-wschodniej części Gozo. Umożliwia wychwytywanie opadów i tworzenie warstw wodonośnych. Woda jest wydobywana przez studnie lub ucieka przez sporadyczne źródła, gdy wierzchnia warstwa gleby ulegnie erozji .

#### Formacja Greensand
Greensand (malt. ġebla s-safra) to piaskowiec zawierający glaukonit z okresu tortonu (ok. 10–7 mln lat temu). Jest koloru żółto-zielonego, w kontakcie z powietrzem przybiera pomarańczowy odcień. Warstwa jest na ogół bardzo cienka, w większości obszarów ma kilkadziesiąt centymetrów, a maksymalna grubość wynosi 11 m. Jest kruchy i dlatego nie nadaje się do celów budowlanych. Przepuszczalny charakter formacji i położenie bezpośrednio nad siną gliną pozwalają na infiltrację wody deszczowej.

#### Formacja późnego wapienia koralowego

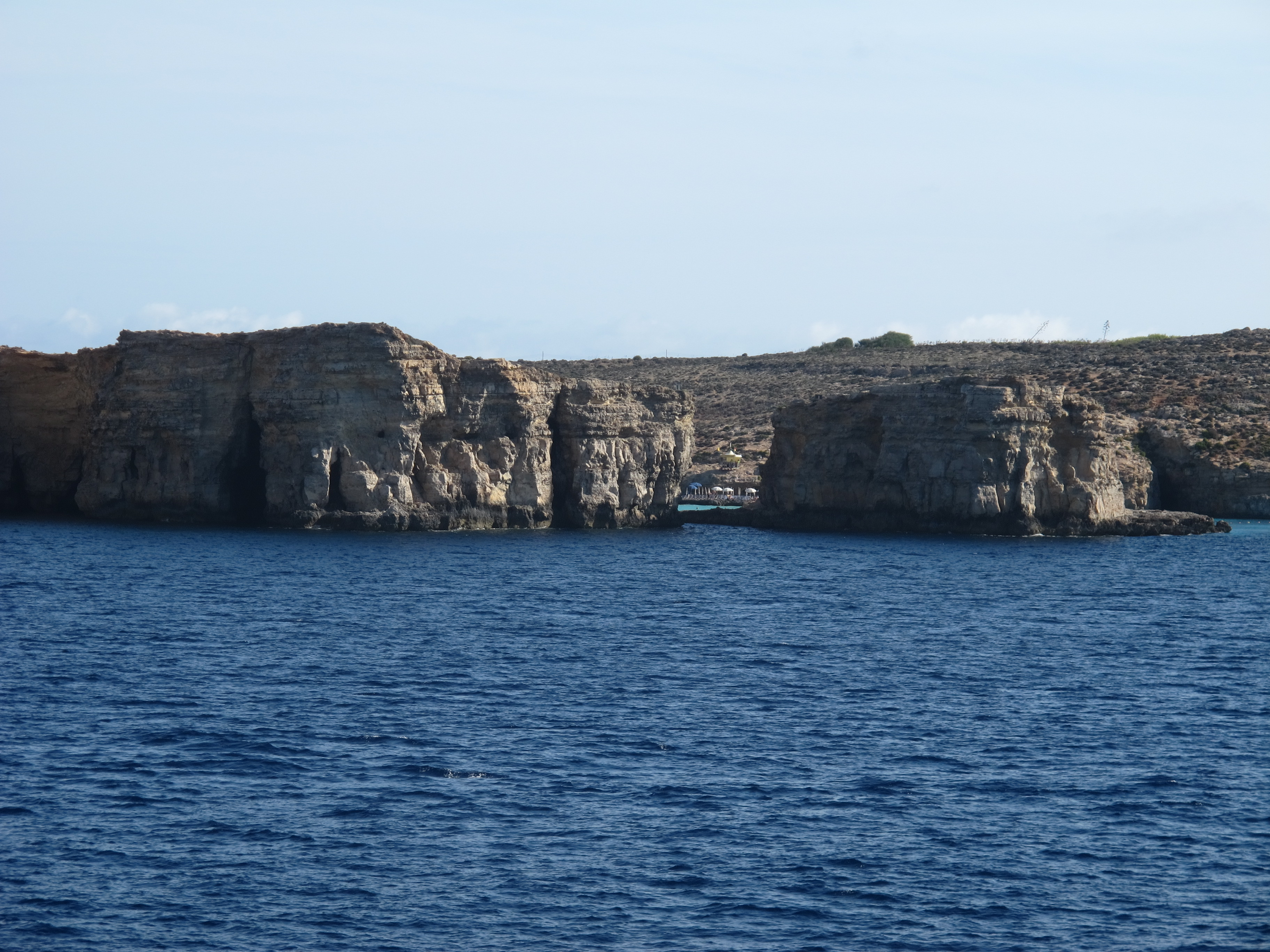
Klify formacji późnego wapienia koralowego na zachodnim krańcu Comino

Górna warstwa, późny wapień koralowy (malt. qawwi ta' fuq, ang. upper corallian limestone), jest najmłodszą formacją z okresu messynu (ok. 7–5 mln lat temu) i ma około 140 m grubości. Występuje głównie na wyspach Malta, Comino oraz na wschodzie Gozo. Wapień koralowy jest twardy, jasnoszary. Wykorzystywany był często w konstrukcjach wymagających dużej wytrzymałości, szczególnie w fortyfikacjach.

## Uskoki

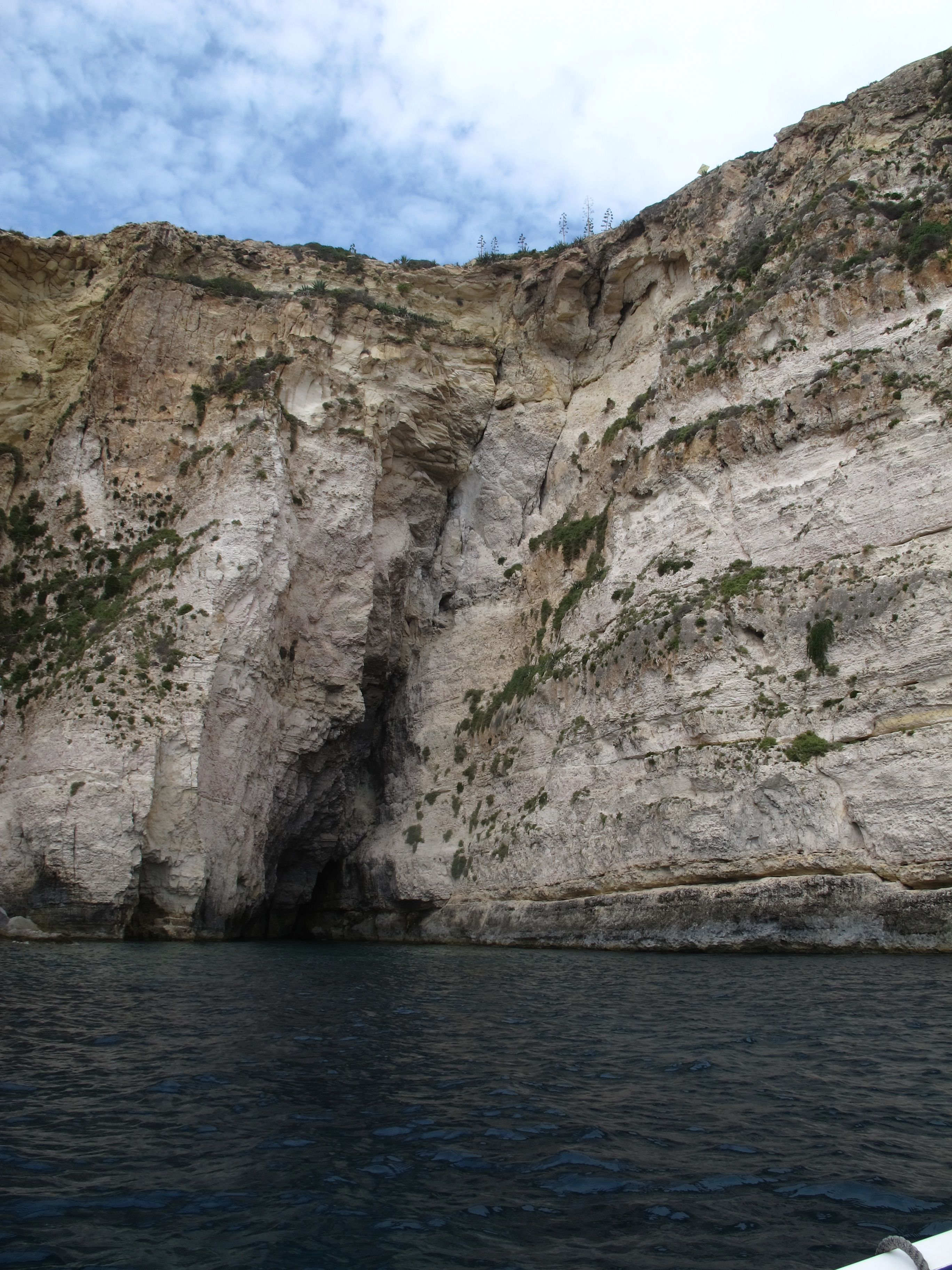
Niewielki uskok o orientacji SW, na południowo-zachodnim wybrzeżu Malty, w pobliżu Blue Grotto

Warstwy skalne na Malcie leżą stosunkowo płasko, z wyjątkiem stref w pobliżu uskoków, w których skała została pofałdowana. Uskoki mają dwie główne orientacje, z największymi uskokami o kierunku północno-wschodnim, równoległym do linii wysp, chociaż uskoki te są odsłonięte tylko lokalnie; drugi typ to uskoki o tendencji WSW-ENE, z generalnie małymi przemieszczeniami, które dominują w topografia wysp. Największymi uskokami drugiego typu to uskok Victoria Lines na północnej Malcie i uskok Qala na południowym Gozo, mające długość około 18,5 km .

## Najnowsza historia geologiczna
Archipelag maltański łączy z Sycylią podwodny płaskowyż o głębokości mniejszej niż 100 metrów. Podczas różnych regresji morskich na Morzu Śródziemnym Malta była połączona z Sycylią przesmykiem, przez który zwierzęta mogły się przemieszczać, o czym świadczy obecność karłowatości wyspowej (skamieniałości maltańskiego hipopotama karłowatego i słonia karłowatego) , oraz gigantyzm wyspowy (skamieniałości maltańskiej popielicy gigantycznej Leithia melitensis) . 